# Championnat d'Irlande de football 1985-1986
Navigation
Édition précédente Édition suivante
Le Championnat d'Irlande de football en 1985-1986. Shamrock Rovers remporte son troisième titre consécutif et égale ainsi les performances de Waterford United (1968-1970) et de Cork United (1941-1943). 
L’année 1986 est une des dates les plus importantes du football irlandais. Le championnat se révolutionne. La Fédération d'Irlande de football crée une compétition à deux niveaux. Il y a maintenant 22 clubs dans le championnat répartis en deux divisions. La première division appelée « Premier Division » rassemble les 12 meilleures équipes et la deuxième division appelée « First Division » les 10 autres. Un système de montée et de descente est mis en place entre les deux divisions (les deux dernières équipes de Premier Div. étant remplacées par les deux premières de First Div.). 
Pour cette première saison La Premier division rassemble les premières 12 équipes de la saison 84-85 et la First Division les 4 dernières équipes de la saison 84-85 plus 6 nouvelles équipes qui intègrent le championnat.
Deuxième révolution dans le football irlandais, l’arrivée dans le championnat du club de Derry City FC. C’est d’autant plus exceptionnel que ce club est basé à Derry, ville d’Irlande du Nord.
Fondé en 1928, Derry évolue jusqu'en 1972-1973 en championnat d'Irlande du Nord. Ce club catholique causa de nombreux troubles du fait du conflit nord irlandais et la League interdit les matches au Brandywell Stadium pour raisons de sécurité (1973). Contraint de disputer ses matchs à domicile à Belfast, Derry fit une demande pour évoluer en championnat d'Irlande. La Fédération nord irlandaise et l’UEFA acceptèrent.

## Les 22 clubs participants
| Premier Division - Athlone Town - Bohemians FC - Cork City FC - Dundalk FC - Galway United - Home Farm FC - Limerick FC - St. Patrick's Athletic FC - Shamrock Rovers - Shelbourne FC - UC Dublin - Waterford United | First Division - Bray Wanderers - Cobh Ramblers FC - Derry City FC - Drogheda United - EMFA - Finn Harps - Longford Town - Monaghan United - Newcastle West AFC - Sligo Rovers |

## Classement

### Premier Division
| Rang | Équipe                    | Pts | J  | G  | N  | P  | Bp | Bc | Diff |
| ---- | ------------------------- | --- | -- | -- | -- | -- | -- | -- | ---- |
| 1    | Shamrock Rovers T C       | 33  | 22 | 15 | 3  | 4  | 44 | 17 | +27  |
| 2    | Galway FC                 | 31  | 22 | 12 | 7  | 3  | 42 | 19 | +23  |
| 3    | Dundalk FC                | 30  | 22 | 12 | 6  | 4  | 36 | 16 | +20  |
| 4    | Bohemian FC               | 27  | 22 | 8  | 11 | 3  | 27 | 22 | +5   |
| 5    | Waterford FC              | 26  | 22 | 8  | 10 | 4  | 27 | 25 | +2   |
| 6    | St. Patrick's Athletic FC | 25  | 22 | 8  | 9  | 5  | 23 | 19 | +4   |
| 7    | Limerick FC               | 24  | 22 | 10 | 4  | 8  | 45 | 28 | +17  |
| 8    | Athlone Town              | 19  | 22 | 6  | 7  | 9  | 23 | 27 | -4   |
| 9    | Home Farm FC              | 15  | 22 | 5  | 5  | 12 | 15 | 30 | -15  |
| 10   | Cork City FC              | 13  | 22 | 3  | 7  | 12 | 23 | 44 | -21  |
| 11   | Shelbourne FC             | 13  | 22 | 3  | 7  | 12 | 15 | 40 | -25  |
| 12   | UCD                       | 8   | 22 | 2  | 4  | 16 | 19 | 51 | -32  |

| Légende : Qualifications et relégations | Légende : Qualifications et relégations                                   |
| --------------------------------------- | ------------------------------------------------------------------------- |
|                                         | Champion d'Irlande et Coupe des clubs champions européens 1986-1987       |
|                                         | Coupe d'Europe des vainqueurs de coupe de football 1986-1987              |
|                                         | Coupe UEFA 1986-1987                                                      |
|                                         | Barrage de relégation en deuxième division                                |
|                                         | Relégation en deuxième division                                           |
|                                         | T : Tenant du titre P : Promu C : Vainqueur de la Coupe d'Irlande 1985-86 |

### First Division
| Rang | Équipe             | Pts | J  | G  | N | P  | Bp | Bc | Diff |
| ---- | ------------------ | --- | -- | -- | - | -- | -- | -- | ---- |
| 1    | Bray Wanderers     | 28  | 18 | 11 | 6 | 1  | 30 | 10 | +20  |
| 2    | Sligo Rovers R     | 27  | 18 | 11 | 5 | 2  | 32 | 13 | +19  |
| 3    | Longford Town R    | 25  | 18 | 10 | 5 | 3  | 29 | 23 | +6   |
| 4    | Derry City FC      | 22  | 18 | 8  | 6 | 4  | 31 | 18 | +13  |
| 5    | Drogheda United R  | 18  | 18 | 5  | 8 | 5  | 20 | 18 | +2   |
| 6    | Cobh Ramblers FC   | 15  | 18 | 5  | 5 | 8  | 14 | 25 | -11  |
| 7    | Finn Harps R       | 13  | 18 | 3  | 7 | 8  | 23 | 31 | -8   |
| 8    | Newcastle West AFC | 13  | 18 | 5  | 3 | 10 | 21 | 33 | -12  |
| 9    | Monaghan United    | 11  | 18 | 4  | 3 | 11 | 19 | 32 | -13  |
| 10   | EFMA               | 8   | 18 | 1  | 6 | 11 | 21 | 37 | -16  |

| Légende : Qualifications et relégations | Légende : Qualifications et relégations                                  |
| --------------------------------------- | ------------------------------------------------------------------------ |
|                                         | Promotion en première division                                           |
|                                         | T : Tenant du titre R : relégué de première division 1984-1985 P : Promu |

## Source
- (en) Alex Graham, Football in the Republic of Ireland : a Statistical Record 1921–2005, Soccer Books Ltd, novembre 2005, 142 p. (ISBN 978-1862231351).